# Moto Müller
Moto Müller is een historisch merk van motorfietsen.
Moto Müller, Bologna, later Brescia, Robecco d’Oglio en Sandrio.
Italiaans merk, opgericht door de ex-crosser Müller, dat vanaf 1950 lichte motorfietsen van 49- tot 248 cc bouwde. De motorblokken kwamen van NSU. 
In de jaren zestig ging men sportmotoren maken met Sachs-blokken en een 50 cc-model met een Franco Morini-motor. Daarnaast kwamen er crossmotoren. Hoewel slechts zelden iets van het merk vernomen werd, presenteerde Claudio Bissaro begin 1998 weer een 125 cc crosser onder de naam Moto Müller.
- Er was nog een merk met deze naam, zie Müller (Wenen).